# Breguet 27
Breguet 27, známý také jako Breguet 270, byl francouzský jedenapůlplošný taktický pozorovací letoun a lehký bombardér z 30. let 20. století. Po vypuknutí druhé světové války byl stažen z užívání.

## Historie
Typ byl zkonstruován, na základě oficiálního požadavku z roku 1928 na dvoumístný pozorovací letoun, týmem pod vedením Marcela Vuillerma, zahrnujícím také René Doranda, René Leduca a Paula Devilla.
Poprvé vzlétl v roce 1929 a do aktivní služby vstoupil od roku 1930. Několik upravených letounů překonalo vzdálenostní rekordy.
Pro dálkové lety byly užívány dva prototypy Breguet 330. První letadlo letělo z Paříže do Hanoje v lednu 1932, pilotované Paulem Codosem a Henri Robidou v čase 7 dní, 9 hodin a 50 minut a zpáteční trasu urazilo za 3 dny 4 hodiny a 17 minut.
Druhé letadlo (pojmenované Joé III) letělo, pilotované Maryse Hilszovou na cestu po Asii, navštívilo Kalkatu, Saigon, Hanoj a Tokio, než se přes Saigon vrátilo do Paříže po uražení přibližně 35 000 kilometrů. Maryse Hilszová také  na Breguetu 27 v roce 1936 vyhrála v roce 1936 Pohár Hélène Boucherové při průměrné rychlosti 277 km/h.
Francouzské letectvo v roce 1930 objednalo 85 Breguetů 270. V roce 1932 bylo objednáno 45 Breguetů 271 se silnějším motorem o výkonu 650  k a větší nosností nákladem. Původní Breguety 270 byly upraveny na dopravní pro přepravu VIP osob.
Po vypuknutí druhé světové války v září 1939 byly těmito letouny vybaveny tři pozorovací letecké skupiny francouzského letectva. Typ byl značně překonán německými stíhačkami a poté, co utrpěl několik ztrát, byl rychle stažen z fronty.

## Technický popis
Jedenapůlplošník celokovové konstrukce, především z oceli a duralu. Snížená hřbetní část trupu zajišťovala volné palebné pole. Hlavní podvozek letadla byl tvořen dvěma nezávislými vidlicemi uchycenými v ocelové trubce s oleopneumatickým tlumičem. Typ disponoval vysílačkou, fotokamerou a přístrojovým vybavením pro noční létání.

## Varianty

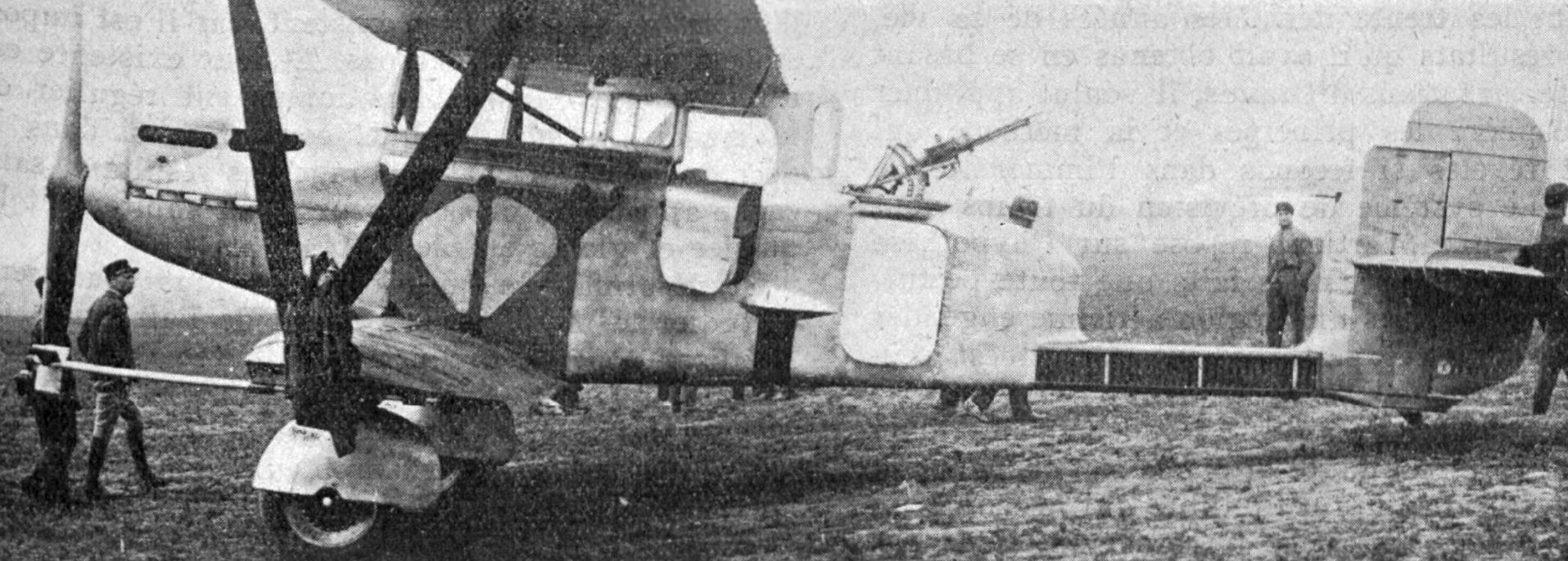
Boční pohled na Breguet 27

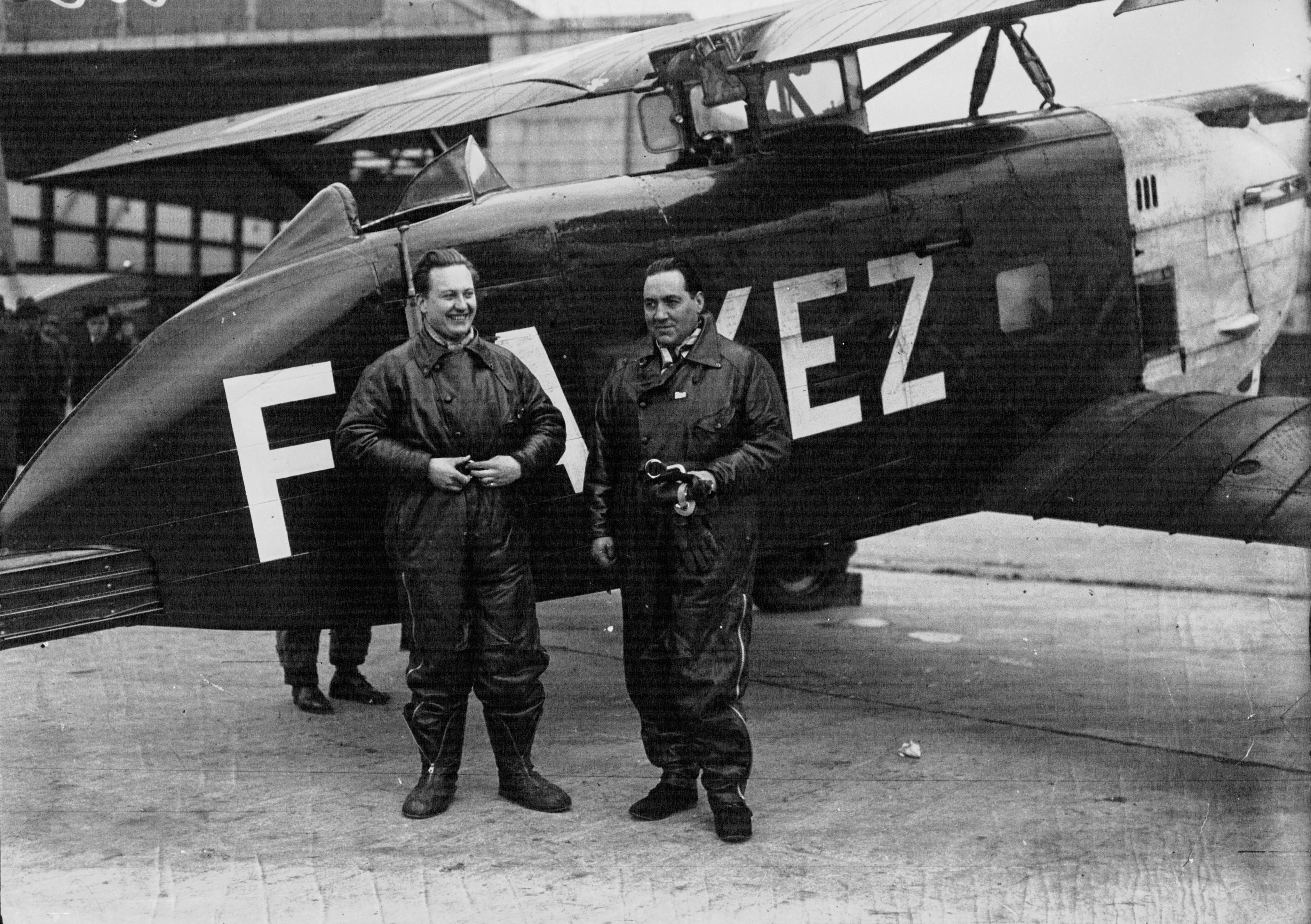
Paul Codos a Henri Robida před Breguetem 330 po letu Paříž—Hanoj

Breguet 27S
Vznikl pouze jeden Bre.27S, upravený z Bre.330 No.2, poháněný motorem Hispano-Suiza 12Nb.
Bre.270
Postaveno 10 prototypů a počáteční produkční verze (143 vyrobených) poháněná motorem Hispano-Suiza 12Hb1.
Bre.271
Verze poháněná motorem Hispano-Suiza 12Y, 45 vyrobených kusů.
Bre.272
Verze poháněná motorem Gnome-Rhône 9Kdrs, 2 postavené kusy.
Bre.272 TOE (Théâtres d'opérations extérieurs)
Verze optimalizovaná pro drsné koloniální podmínky s hvězdicovým motorem Renault 9Fas, 1 prototyp.
Bre.273
Bombardovací-průzkumná varianta pro export, poháněná motorem Hispano-Suiza 12Ybrs. Vzniklo 13 kusů a jeden přestavěný z Bre 270. Dalších 10 bylo vyrobeno pro Čínu s motorem Hispano-Suiza 12Ydrs, přičemž tři byly také upraveny s přeplňovaným motorem Hispano-Suiza 12Ybrs.
Bre.274
Verze poháněná motorem Gnome-Rhône 14Kdrs, pilotovaná Maryse Hilszovou v roce 1936. Postaven 1 kus.
Bre.330
Výšková verze Breguet 27 s motorem Hispano-Suiza 12Nb, jeden později přeznačený na Bre.27S, 2 postavené kusy.
Bre.330.01
Druhý prototyp Bre.330, optimalizovaný pro dálkové lety.

## Uživatelé
- Brazílie
  - Brazilské letectvo – získalo menší počet kusů Bre.270
- Čína
  - Letectvo Čínské republiky – provozovalo 6 Bre.273
- Francie
  - Armée de l'air – zakoupilo 85 Bre.270 A.2 a 45 Bre.271 A.2
- Venezuela
  - Venezuelské letectvo – získalo 3 Bre.270 a 15 Bre.273

## Zachované exempláře
Jediným dochovaným kusem je Breguet 273 venezuelského letectva, zachovaný v leteckém muzeu v Maracay, i když ve velmi špatném stavu. Je plánována jeho restaurace.

## Specifikace (Bre.270)

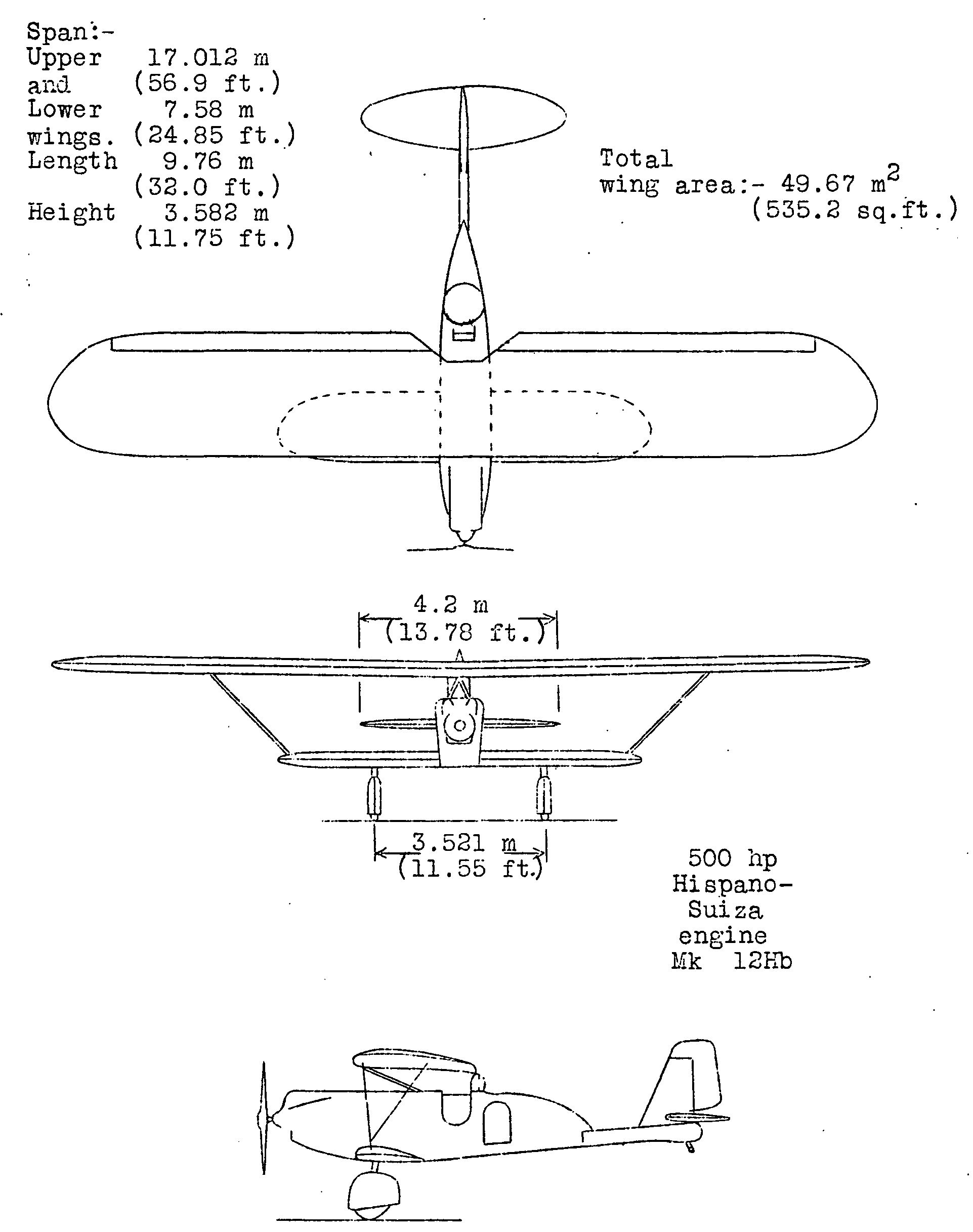
Třípohledový nákres Bre.270

Údaje dle:

### Technické údaje
- Osádka: 2 (pilot a pozorovatel/střelec)
- Délka: 9,760 m
- Rozpětí:
  - horního křídla: 17,012 m
  - spodního křídla: 7,580 m
- Nosná plocha: 49,67 m²
- Výška: 3,582 m
- Prázdná hmotnost: 1 756 kg
- Maximální vzletová hmotnost: 2 393 kg
- Pohonná jednotka: 1 × kapalinou chlazený dvanáctiválcový vidlicový motor Hispano-Suiza 12Hb1
- Výkon pohonné jednotky: 500 hp (370 kW)

### Výkony
- Maximální rychlost: 236,5 km/h (na úrovni mořské hladiny)
- Dostup: 7 900 m
- Stoupavost:
  - výstup do výše 2 000 m za 6 minut a 10 sekund
  - výstup do výše 6 000 m za 29 minut

### Výzbroj
- 1 × synchronizovaný kulomet Vickers ráže 7,7 mm
- 1 × pohyblivý kulomet Lewis ráže 7,7 mm
- 12 × 10kg puma